# South East Asia Command

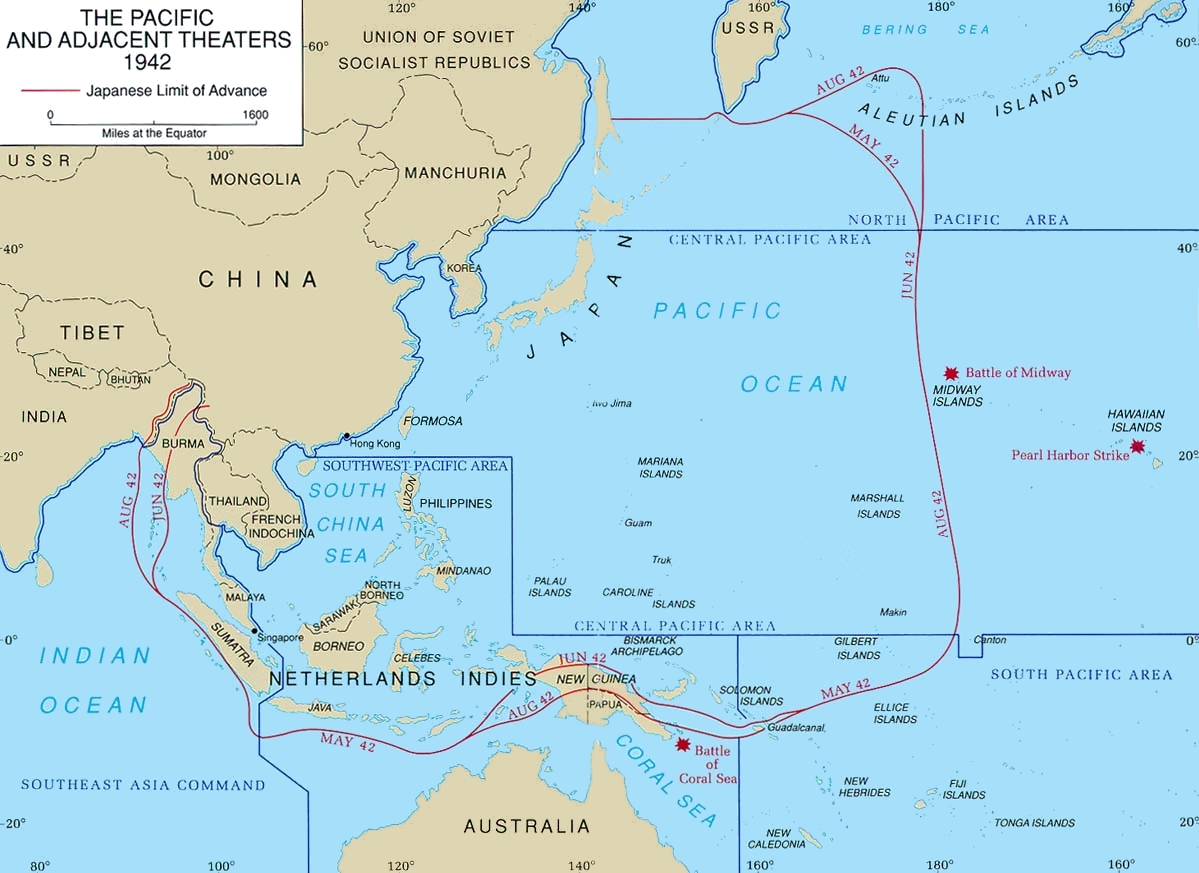
Karte der verschiedenen Kommandobereiche im Pazifikkrieg 1942/43. Das South East Asia Command im Westen.

Das South East Asia Command (SEAC) (dt. „Südostasienkommando“) war ein britisch-geführtes alliiertes Regionalkommando (Befehlsbereich) im Pazifikkrieg während des Zweiten Weltkrieges, das große Teile des kontinentalen Südostasiens umfasste und primär für die Leitung des Burmafeldzuges verantwortlich war. Es existierte von Ende 1943 bis Ende 1946. Das Hauptquartier befand sich ab April 1944 in Kandy in Ceylon. Oberbefehlshaber war Admiral Lord Mountbatten. Sein Stellvertreter war der US-General Joseph Stilwell, Leiter des amerikanischen China Burma India Theater, der zugleich stellvertretender Befehlshaber in China war.

## Gründung
Das SEAC entstand im Zuge der Neuordnung des pazifischen Kriegsschauplatzes nach dem Zusammenbruch des ABDA-Kommandos 1942.
Nachdem die Trident-Konferenz, die Mitte bis Ende Mai 1943 in Washington, D.C. stattgefunden hatte, die auf der Casablanca-Konferenz beschlossene Operation Anakim auf eine begrenzte Operation nur zur Eroberung Nordburmas reduzierte, waren die Alliierten gezwungen ihre Pläne in dieser Hinsicht neu anzupassen. Dies umfasste vor allem die Versorgung der 14. Air Force und der von den USA unterstützten chinesischen Divisionen. Die zugleich gefallene Entscheidung des US-Präsidenten Roosevelt, die American Volunteer Group unter Claire Lee Chennault in Burma und Yunnan zu unterstützen, machte es zwingend erforderlich, den Versorgungsfluss nach China sofort und deutlich zu erhöhen. Die Unzufriedenheit mit der Durchführung der alliierten Operationen in Südostasien führte zur Schaffung des kombinierten Südostasienkommandos, SEAC.
Am 18. Juni 1943 rief der britische Premierminister Winston Churchill das Südostasienkommando aus, womit eine lange Diskussion über die Beziehung des neuen Kommandos zu den verschiedenen Stabschefs der alliierten Organisationen begann. Ein weiteres großes Thema war die Auswahl des neuen Oberbefehlshabers. Churchills ursprüngliche Vorschläge vom 19. Juni sahen die Schaffung eines alliierten Kommandos für Südostasien vor, das aus britischen, indischen, amerikanischen und nationalchinesischen Streitkräften unter einem integrierten angloamerikanischen Stab vor. Dieser Vorschlag war ein Fortschritt, da er das hastig improvisierte ABDA-System von 1942 ersetzen sollte. Anstelle dieser losen Koalition alliierter Hauptquartiere schlug Churchill einen Oberbefehlshaber der Alliierten vor, der für Operationen gegen die Japaner in Südostasien und für die Entwicklung der Luftroute nach China verantwortlich sein sollte.
Roosevelt erteilte dem vorgeschlagenen Kommando seine allgemeine Zustimmung. Allerdings gab es Uneinigkeit über diverse Punkte. So konnte er drei wichtigen Bestimmungen des britischen Plans nicht zustimmen. Zum Ersten, der Unterstellung des Generalissimus Chiang Kai-shek und seines China Kampfraums unter die britischen Stabschefs. Zum Zweiten war er nicht Einverstanden den britischen Stabschefs den größten Anteil an der Festlegung der Strategie des geplanten Kommandos zu geben, und zum Dritten missfiel ihm die Auswahl des von Churchill nominierten Luftmarschalls Sir Sholto Douglas für den Posten des Oberbefehlshabers der Alliierten.
Auch auf der Quadrant-Konferenz in Quebec, Mitte August 1943, kam es bei der Ausarbeitung des Plans zu mehreren Meinungsverschiedenheiten zwischen Briten und Amerikanern über die Operationen in Burma. Nach der Räumung Nordburmas schlugen die Amerikaner die Einnahme Ranguns vor, während die Briten die Umgehung Ranguns für den Vormarsch auf Singapur vorzogen. Roosevelt und die Joint Chiefs of Staff betonten erneut die Notwendigkeit, Burma zu erobern, um China im Krieg zu halten. Der US-Präsident war der Meinung, dass die Linie Burma-China der kürzeste Weg nach Japan sei.
Die Entscheidungen auf der Quadrant-Konferenz, die eine Weisung und einen Kommandeur für das neue Südostasienkommando und die logistische Unterstützung der alliierten Operationen in Asien ermöglichten, waren für das Hauptquartier des Kriegsschauplatzes China-Burma-Indien von größtem Interesse und Bedeutung. Der britische Premierminister, der US-Präsident und die Joint Chiefs of Staff waren sich einig, dass Vizeadmiral Lord Louis Mountbatten der Royal Navy und ehemaliger Chef der kombinierten Operationen, Oberbefehlshaber für Südostasien werden sollte. Die Frage seiner Befehlsbeziehung zum Combined Chiefs of Staff wurde durch die Formel gelöst, dass dieses eine „allgemeine Zuständigkeit für die Strategie des Südostasien-Kriegsschauplatzes“ hätte.

## Gebiete und Aufgabenbereiche
SEAC war neben den Northern, Central and Southern Pacific Ocean Areas (POA; Großteil des Pazifiks; unter US-Admiral Nimitz), der Southwest Pacific Area (SWPA; Australien, Neuguinea, Salomonen, Philippinen; unter US-General MacArthur) und China (unter General Chiang Kai-shek) eines der vier großen alliierten Befehlsbereiche im Asien-Pazifik-Raum. 
Das SEAC umfasste den östlichen Indischen Ozean, Ceylon, Burma, die Malaiische Halbinsel sowie Sumatra. Britisch-Indien wurde hingegen von Vizekönig Archibald Wavell und Befehlshaber Claude Auchinleck faktisch unabhängig von Mountbatten verwaltet. Gegen Kriegsende wurde dem Kommando auch die Leitungsgewalt für Thailand, Französisch-Indochina südlich des 16. Breitengrades (der Nordteil ging an China) sowie das restliche Niederländisch-Indien samt Borneo (bisher beim SWPA) zugeteilt. Sowohl in Indochina als auch in Indonesien ermöglichten die Briten nach dem Krieg die Rückkehr der Kolonialherren. 
Lord Mountbatten gab seinen Posten Mitte 1946 an General Montagu Stopford ab, bevor das obsolet gewordene Kommando Ende des Jahres aufgelöst wurde.